# Belezna
Belezna est un village et une commune du comitat de Zala en Hongrie.

## Géographie
La ville la plus proche est Nagykanizsa.

## Histoire
La première mention de la localité date de 1332.